# 談判協議最佳替代方案
在談判理論中，談判協議最佳替代方案（英語：Best alternative to a negotiated agreement，簡稱BATNA）是由羅傑·費雪（Roger D. Fisher）與威廉·尤瑞（William Ury）在1981年的暢銷著作《哈佛這樣教談判力》（Getting to Yes）一書中所提出。談判協議最佳替代方案可以包括不同的情況，例如暫停談判、轉換到另一個談判夥伴、對法院判決提出上訴、執行罷工以及形成其他形式的聯盟。談判協議最佳替代方案是成功談判者背後的關鍵焦點和驅動力。

## 備註
1. ↑  全名為《哈佛這樣教談判力：增強優勢，談出利多人和的好結果》。